# コハコベ

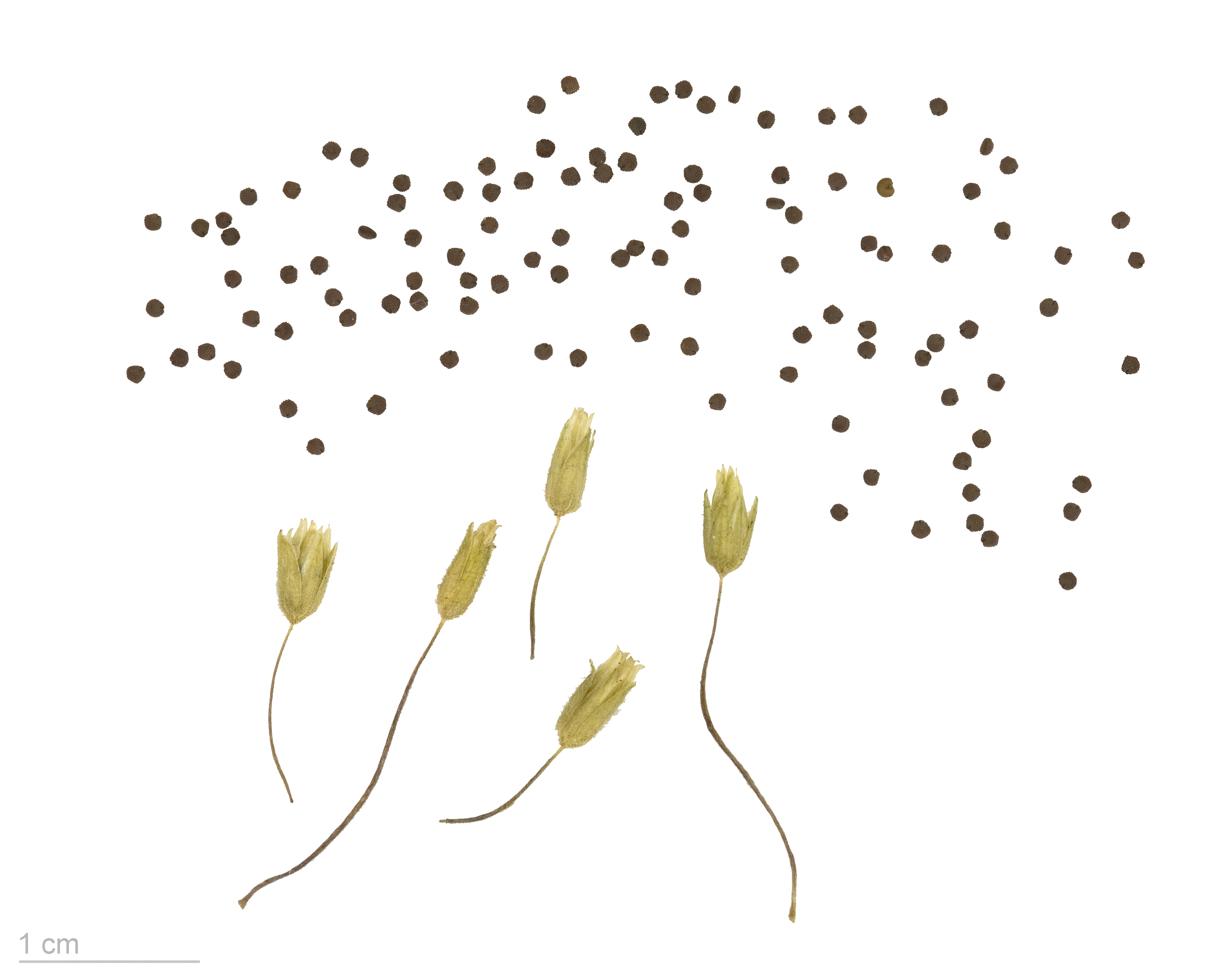
Stellaria media

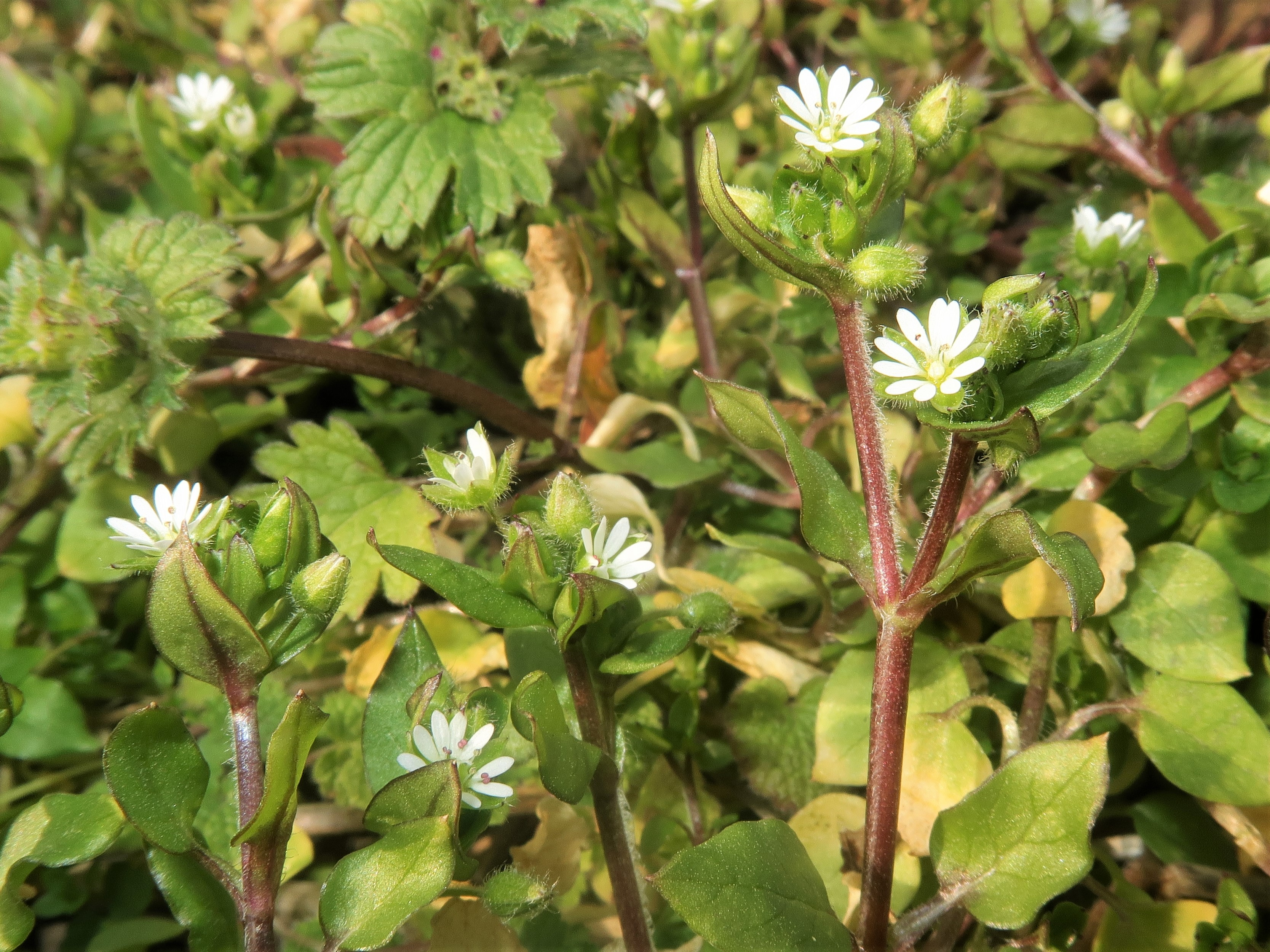
茎は紫褐色をおび、葉身は広卵形から長卵形になる。

コハコベ（小繁縷、学名: Stellaria media）は、ナデシコ科ハコベ属の越年草。単にハコベともよばれている。
なお、和名に関しては、Stellaria media (L.) Vill.と S. neglecta Weihe の二種に対応する和名についてハコベとミドリハコベとするものとコハコベとミドリハコベとするものがあり、分類学以外では和名のみ表示する場合も多いため問題が指摘されている(三浦励一 2001)。 

## 分布
北アメリカやヨーロッパでは庭草として一般的な植物である。旧大陸の原産で、世界中に帰化植物として定着している。日本では史前帰化植物として扱われていて、畑や道端、空き地など、人里のいたるところに生えている。

## 特徴
小型の草本で、草体は軟らかく、高さ約10 - 30センチメートル (cm) になる。茎は紫褐色をおび、基部からよく分枝して広がり、冬のあいだも地面に緑色の葉を広げている。茎の中にひと筋の維束管があり、表面の片側にやわらかい1条の毛列がある。葉は対生し、葉身は広卵形から長卵形で、長さ1-2cm、幅8-15mm、先は鋭突頭から鋭頭、下部の葉には葉柄があり、上部の葉には葉柄がつかない。
花期は春から秋（3 - 9月）で、枝先に集散花序を出して小さな花を次々と咲かせ、白色の花弁を5枚つける。花の径は6 - 7ミリメートル (mm) 。各花弁は基部近くまで深く2裂して、10枚のように見える。雄しべは1 - 7本、葯は黄色、花柱は3個。萼片は腺毛が生えて目立つ。花が終わると花柄が下を向いて卵形の蒴果を結び、熟すと花柄が再び上を向いたあと、6裂して種子を散布する。種子は腎円形で径1-3mm、尖った突起がある。

## 人間との関係
民間療法において薬草として扱われることもあり、17世紀には、本種が疥癬の治療に効果的であるとされていたほか、気管支炎やリウマチ、関節炎にも効果があるという意見もある。ただしこれらの主張は、必ずしも科学的な根拠に基づいたものではない。
日本で春の七草の一つ（はこべら）として市販されている七草は一般にコハコベである。コハコベは幕末から明治初頭にかけての時期に国内で普通に見られたとする記載があるが、明治時代やそれ以後の帰化植物だという指摘もある。なお、春の七草はミドリハコベとする文献もあり、コハコベとミドリハコベを「ハコベ」として春の七草と一つとしている文献もある。
家禽として飼われているニワトリの餌となることもある。ただし畑地では、他の穀物の成長を妨げる雑草として扱われ、オオムギの生産量を最大80%減少させることもあるとされる。

## 利用
おひたしなど食用にすることができる。小鳥に食べさせる野菜代わりとしても重宝する。
初夏に全草を天日干しにしたものは繁縷（はんろう）という生薬で、生草を使う場合もある。民間では1日量10 - 20グラムを水200 ccで煎じて、3回分服して用いられる。母乳の出をよくしたり、利尿作用、浄血作用があるとされるが、民間薬的なもので漢方ではまず使わない。全草の乾燥品を粉末にして3分の1量の食塩と混ぜたものをハコベ塩といい、昔から歯磨きに用いられてきた。